# Русін Аркадій Вікторович
Аркадій Вікторович Русін (нар. 26 листопада 1926, Одеса — пом. 9 березня 2017) — український живописець і педагог; член Одеської організації Спілки радянських художників України з 1960 року. Заслужений художник України з 2006 року.

## Біографія
Народився 26 листопада 1926 року в місті Одесі. 1947 року з відзнакою закінчив Одеське художнє училище, де навчався зокрема у Петра Коновського, Євгена Буковецького, Леоніда Мучника. Протягом 1947—1953 років навчався в Інституті живопису, скульптури й архітектури імені І. Ю. Рєпіна Академії мистецтв СРСР в майстерні професора Рудольфа Френца. Його викладачами були Михайло Платунов, Юрій Непринцев. Отримав диплом художника батального живопису. Дипломна робота — картина «Суворов в Ізмаїлі». Член КПРС з 1953 року.
Після закінчення інституту працював у Сталінграді. 1958 року повернувся до Одеси, де викладав в Одеському художньому училищі; протягом 1966—1972 років завідував кафедрою образотворчого мистецтва художньо-графічного факультету Одеського державного педінституту імені Костянтина Ушинського.
Жив в Одесі в будинку на вулиці Торговій, № 2, квартира 5. Помер 9 березня 2017 року.

## Творчість
Працював в галузі станкового живопису, створював жанрові картини, пейзажі, портрети, натюрморти. Серед робіт:
- «Суворов в Ізмаїлі» (1953);
- «Шляхами України» (1960);
- «Колгоспне шосе» (1961);
- «Солдатчина» (1964);
- «Кобзар» (1964);
- «Космос—Земля» (1964—1965);
- «Скрипки» (1977);
- «Підкорювачф морських глибин» (1979);
- «Георгій Димитров у Москві» (1982);
- «Яром-долиною козаки йдуть...» (1996).

Брав участь у  республіканських виставках з 1960 року, всесоюзних з 1953 року. Персональні виставки відбулися у містах і районах Одеської області у 1973 році, в Одесі у 1976, 1992, 1996, 2001 роках, Волгограді у 1979 році. За кордоном експонувався в Росії, Болгарії, Угорщині, Румунії, Італії, США, Фінляндії, Франції, Югославії, Японії. 
Роботи знаходяться в Одеському художньому музеї, у низці музейних зібрань та приватних колекцій багатьох країн світу.